# Дембно (гміна, Мисліборський повіт)
Гміна Дембно (пол. Gmina Dębno) — місько-сільська гміна у північно-західній Польщі. Належить до Мисліборського повіту Західнопоморського воєводства.
Станом на 31 грудня 2011 у гміні проживало 21068 осіб.

## Територія
Згідно з даними за 2007 рік площа гміни становила 318.78 км², у тому числі:
- орні землі: 39.00%
- ліси: 51.00%

Таким чином, площа гміни становить 26.86% площі повіту.

## Населення
Станом на 31 грудня 2011:
| Опис     | Загалом | Загалом | Чоловіки | Чоловіки | Жінки | Жінки |
| -------- | ------- | ------- | -------- | -------- | ----- | ----- |
| одиниця  | осіб    | %       | осіб     | %        | осіб  | %     |
| все      | 21068   | 100     | 10362    | 49.18    | 10706 | 50.82 |
| міське   | 14153   | 100     | 6856     | 48.44    | 7297  | 51.56 |
| сільське | 6915    | 100     | 3506     | 50.70    | 3409  | 49.30 |

## Сусідні гміни
Гміна Дембно межує з такими гмінами: Болешковіце, Вітниця, Костшин-над-Одрою, Любішин, Мешковіце, Мислібуж, Тшцинсько-Здруй.